# Bill Littlejohn
Bill Littlejohn, eigentlich William Charles Littlejohn (* 27. Januar 1914 in Newark, New Jersey; † 17. September 2010) war ein US-amerikanischer Film-Animator und Gewerkschafter.

## Leben
Bill Littlejohn arbeitete mehr als 60 Jahre lang als Trickfilm-Zeichner. Zu seinen herausragenden Werken gehören die Tom-und-Jerry-Kurzfilme, die Peanuts-TV-Specials, der mit einem Oscar ausgezeichnete Kurzfilm The Hole und der Film A Doonesbury Special (für den Oscar nominiert). Bill Littlejohn wurde in die Cartoon Hall of Fame aufgenommen und erhielt für sein Lebenswerk zahlreiche Branchenpreise.
1938 gründete er zusammen mit anderen die Screen Cartonists Guild Local 852 und wurde der erste Präsident der Gewerkschaft. Als sich Walt Disney weigerte, mit der Union zu verhandeln und 16 gewerkschaftsnahe Künstler entließ, führte Littlejohn die Union in den Disney-Animator-Streik von 1941. Der Ausstand dauerte neun Wochen und führte zur Anerkennung der Gewerkschaft durch Disney sowie u. a. zu substanziellen Lohnerhöhungen und zur 40-Stunden-Woche. Der Streik gilt als bahnbrechend für die gewerkschaftliche Organisierung der Animations-Industrie.
Littlejohn war lebenslang ein Befürworter des Animationsfilms als Kunst. Er gründete 1957 die ASIFA-Hollywood (als Teil der Association internationale du film d’animation) und Mitte der sechziger Jahre die International Tournée of Animation. Er war außerdem Mitglied des Board of Governors der Academy of Motion Picture Arts and Sciences (AMPAS). Dort repräsentierte er von 1988 bis 2001 die Genres Kurzfilme und Animation. Zusammen mit seiner in Österreich geborenen Frau, der Schauspielerin und Zeichnerin Fini Littlejohn, organisierte er 1984 die Olympiad of Animation im Rahmen des Olympischen Kunst-Festivals von Los Angeles.

## Filmografie (Auswahl)
- 1941: Heiligabend
- 1965: A Charlie Brown Christmas
- 1966: Der große Kürbis
- He's Your Dog, Charlie Brown (1968)
- Charlie Brown und seine Freunde (1969)
- The Phantom Tollbooth (1970)
- It's the Easter Beagle, Charlie Brown! (1974)
- You're a Good Sport, Charlie Brown (1975)
- Be My Valentine, Charlie Brown (1975)
- It's Arbor Day, Charlie Brown (1976)
- Lauf um Dein Leben, Charlie Brown! (1977)
- It's Your First Kiss, Charlie Brown (1977)
- Unten am Fluss (1978)
- Gute Reise, Charlie Brown (1980)
- Heavy Metal (1981) (segment "B-17")
- Here Comes Garfield (1982)
- Garfield on the Town (1983)
- It's Flashbeagle, Charlie Brown (1984)
- Garfield in der Wildnis (1984)
- Garfield in Disguise (1985)
- You're a Good Man, Charlie Brown (1985)
- Garfield in Paradise (1986)
- Happy New Year, Charlie Brown! (1986)
- Garfield: His 9 Lives (1988)
- Der große Kampf der kleinen Janice (1990)
- Frosty Returns (1992)
- Mrs. Doubtfire – Das stachelige Kindermädchen (1993)